# Moussey (Vosges)
Pour les articles homonymes, voir Moussey.
Moussey est une commune française située dans le département des Vosges en région Grand Est.
Ses habitants sont appelés les Mousséens.

## Géographie

### Localisation
Moussey est l'une des communes ayant appartenu à l'Abbaye Saint-Pierre de Senones, puis à la principauté de Salm jusqu'à la Révolution française.

### Géologie et relief
Le village de Moussey est le dernier lieu habité de la vallée et, par lui, on accède au col de Prayé, menant au Donon et à l'Alsace. On peut aussi rejoindre le col du Hantz en suivant la vallée du Fosse, affluent gauche du Rabodeau.
La forêt occupe une part importante du territoire communal, notamment dans les pentes abruptes qui bordent les vallées. Vers l'est, au-dessus de 900 mètres d'altitude, elle laisse la place à des chaumes.

### Communes limitrophes
| Celles-sur-Plaine | Allarmont | Vexaincourt            |
| La Petite-Raon    | Moussey   | Grandfontaine Bas-Rhin |
| La Petite-Raon    | Le Mont   | Le Saulcy              |

### Hydrographie et les eaux souterraines
Hydrogéologie et climatologie : Système d’information pour la gestion des eaux souterraines du bassin Rhin-Meuse :
Territoire communal : Occupation du sol (Corinne Land Cover); Cours d'eau (BD Carthage) ;
Géologie : Carte géologique; Coupes géologiques et techniques ;
 Hydrogéologie : Masses d'eau souterraine; BD Lisa; Cartes piézométriques.
La commune est située dans le bassin versant du Rhin au sein du bassin Rhin-Meuse. Elle est drainée par le Rabodeau, le ruisseau le Fosse, le ruisseau Basse de la Courbe Ligne, le ruisseau Basse de Liemont, le ruisseau Basse des Chavons et le ruisseau de la Basse des Loges,.
Le Rabodeau, d'une longueur totale de 25,7 km, prend sa source dans la commune  et se jette dans la Meurthe à Moyenmoutier, face à Étival-Clairefontaine, après avoir traversé quatre communes.

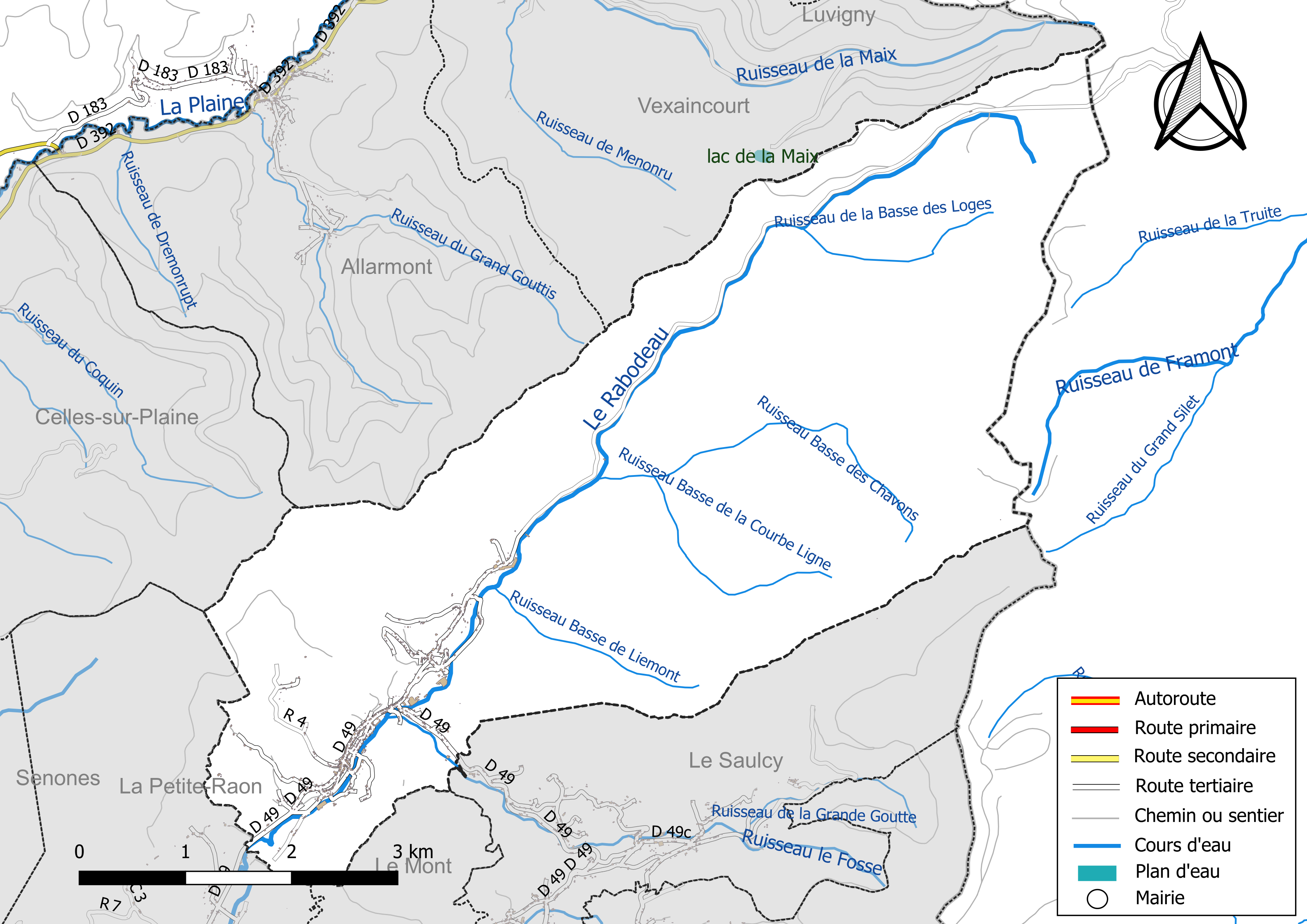
Réseaux hydrographique et routier de Moussey.

La qualité des eaux de baignade et des cours d’eau peut être consultée sur un site dédié géré par les agences de l’eau et l’Agence française pour la biodiversité.

### Climat
Pour des articles plus généraux, voir Climat du Grand Est et Climat du département des Vosges.
En 2010, le climat de la commune est de type climat de montagne, selon une étude du Centre national de la recherche scientifique s'appuyant sur une série de données couvrant la période 1971-2000. En 2020, Météo-France publie une typologie des climats de la France métropolitaine dans laquelle la commune est exposée à un climat semi-continental et est dans la région climatique  Vosges, caractérisée par une pluviométrie très élevée (1 500 à 2 000 mm/an) en toutes saisons et un hiver rude (moins de 1 °C). 
Pour la période 1971-2000, la température annuelle moyenne est de 9,4 °C, avec une amplitude thermique annuelle de 16,8 °C. Le cumul annuel moyen de précipitations est de 1 261 mm, avec 13,4 jours de précipitations en janvier et 10,7 jours en juillet. Pour la période 1991-2020, la température moyenne annuelle observée sur la station météorologique de Météo-France la plus proche, « Ban-de-Sapt », sur la commune de Ban-de-Sapt à 10 km à vol d'oiseau, est de 10,3 °C et le cumul annuel moyen de précipitations est de 1 027,3 mm. 
La température maximale relevée sur cette station est de 36,9 °C, atteinte le 7 août 2015 ; la température minimale est de −17 °C, atteinte le 19 décembre 2009,,. 
Les paramètres climatiques de la commune ont été estimés pour le milieu du siècle (2041-2070) selon différents scénarios d'émission de gaz à effet de serre à partir des nouvelles projections climatiques de référence DRIAS-2020. Ils sont consultables sur un site dédié publié par Météo-France en novembre 2022.

## Urbanisme

### Typologie
Au 1er janvier 2024, Moussey est catégorisée commune rurale à habitat dispersé, selon la nouvelle grille communale de densité à sept niveaux définie par l'Insee en 2022.
Elle est située hors unité urbaine et hors attraction des villes,.

### Occupation des sols
L'occupation des sols de la commune, telle qu'elle ressort de la base de données européenne d’occupation biophysique des sols Corine Land Cover (CLC), est marquée par l'importance des forêts et milieux semi-naturels (93,1 % en 2018), en diminution par rapport à 1990 (94,4 %). La répartition détaillée en 2018 est la suivante : 
forêts (74 %), milieux à végétation arbustive et/ou herbacée (19,1 %), prairies (3,9 %), zones urbanisées (2,1 %), zones agricoles hétérogènes (0,9 %). L'évolution de l’occupation des sols de la commune et de ses infrastructures peut être observée sur les différentes représentations cartographiques du territoire : la carte de Cassini (XVIIIe siècle), la carte d'état-major (1820-1866) et les cartes ou photos aériennes de l'IGN pour la période actuelle (1950 à aujourd'hui).

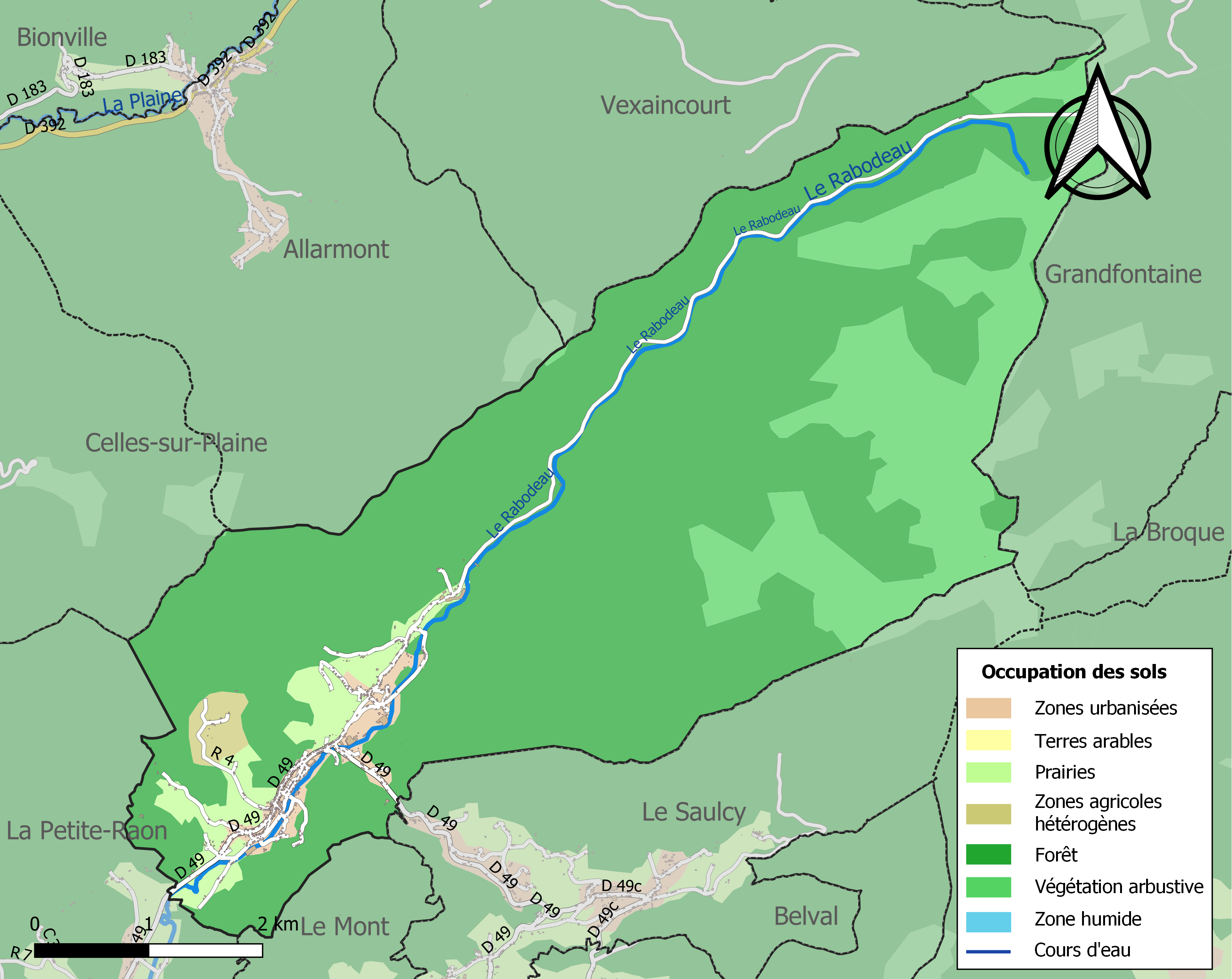
Carte des infrastructures et de l'occupation des sols de la commune en 2018 (CLC).

## Toponymie
Le nom de la localité est attesté sous les formes ? Aubertei de Mussei (1261) ; Muscei (1284) ; Moussay (1695) ; Moussey (1711).

Le nom de Moussey serait issu de Monticellus, « petit mont »[Information douteuse].

Le village est en effet sur une petite éminence au pied de laquelle coule un ruisseau dont le cours très rapide mérite bien le nom de Rabodeau (en latin, rapidus aqua)[réf. nécessaire].

## Histoire
Moussey fait partie de l'ancienne principauté de Salm-Salm, rattachée à la France en 1793. De nombreux documents, archivés à la mairie, témoignent de cette époque où les princes de Salm cohabitaient avec les religieux, dont le plus connu est dom Calmet.
La cité doit sa notoriété à l'industrie textile ; une première filature fut construite en 1836. Un château attenant est édifié entre 1858 et 1863. Depuis le 17 mai 1988, plusieurs de ses éléments sont protégés par les Monuments historiques : façades et toitures du château et de la glacière ainsi que le bassin ; façades et toitures du bâtiment crênelé dit Atelier.
Jusqu'en 1964, année de fin de l'activité textile, trois grandes familles d'industriels – Charlot, Lung et Laederich (dont Georges Laederich) – se succèdent.

### Seconde Guerre mondiale
De 1940 à 1944, la Résistance s'organise ; notamment à compter de l'été 1944 dans le cadre de l'Opération Loyton, mais la conséquence en fut une déportation massive, en plusieurs vagues, des hommes de la vallée du Rabodeau.
Ainsi à Moussey, une première rafle a lieu le 18 août 1944. Un peu plus tard, le 24 septembre 1944, 187 personnes furent encore arrêtées et déportées ; 144 d'entre elles ne revinrent pas.
Deux odonymes locaux (« rue du 18-Août » et « rue du 24-Septembre ») rappellent ces événements. Parmi les victimes figure le maire de Moussey depuis 1917 et directeur général des établissements Laederich, Jules Py, mort à Dachau le 24 janvier 1945.
La commune a été décorée, le 11 novembre 1948, de la Croix de guerre 1939-1945.

Cartes postales anciennes (fonds photographique Adolphe Weick).
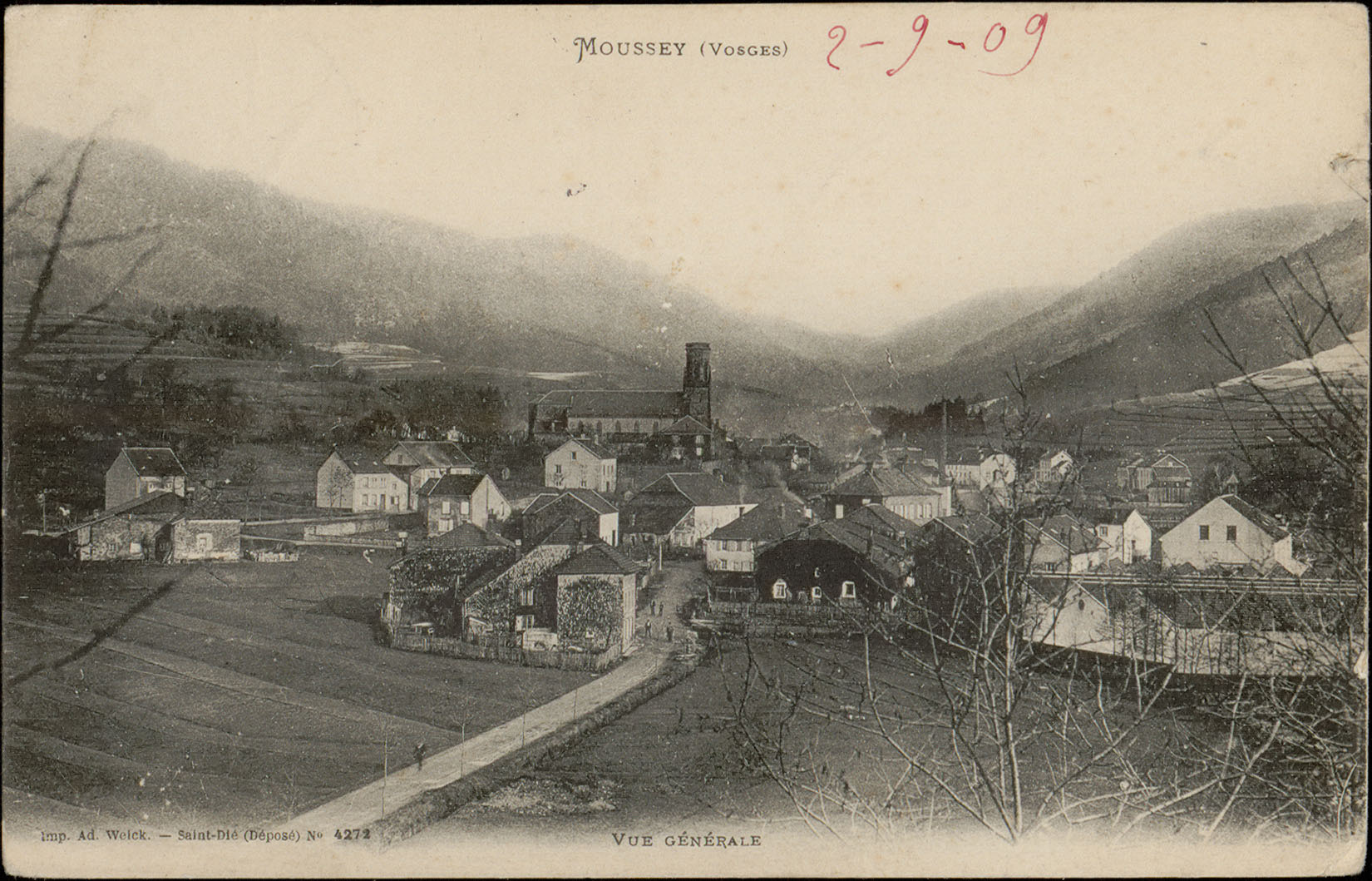
Vue générale.
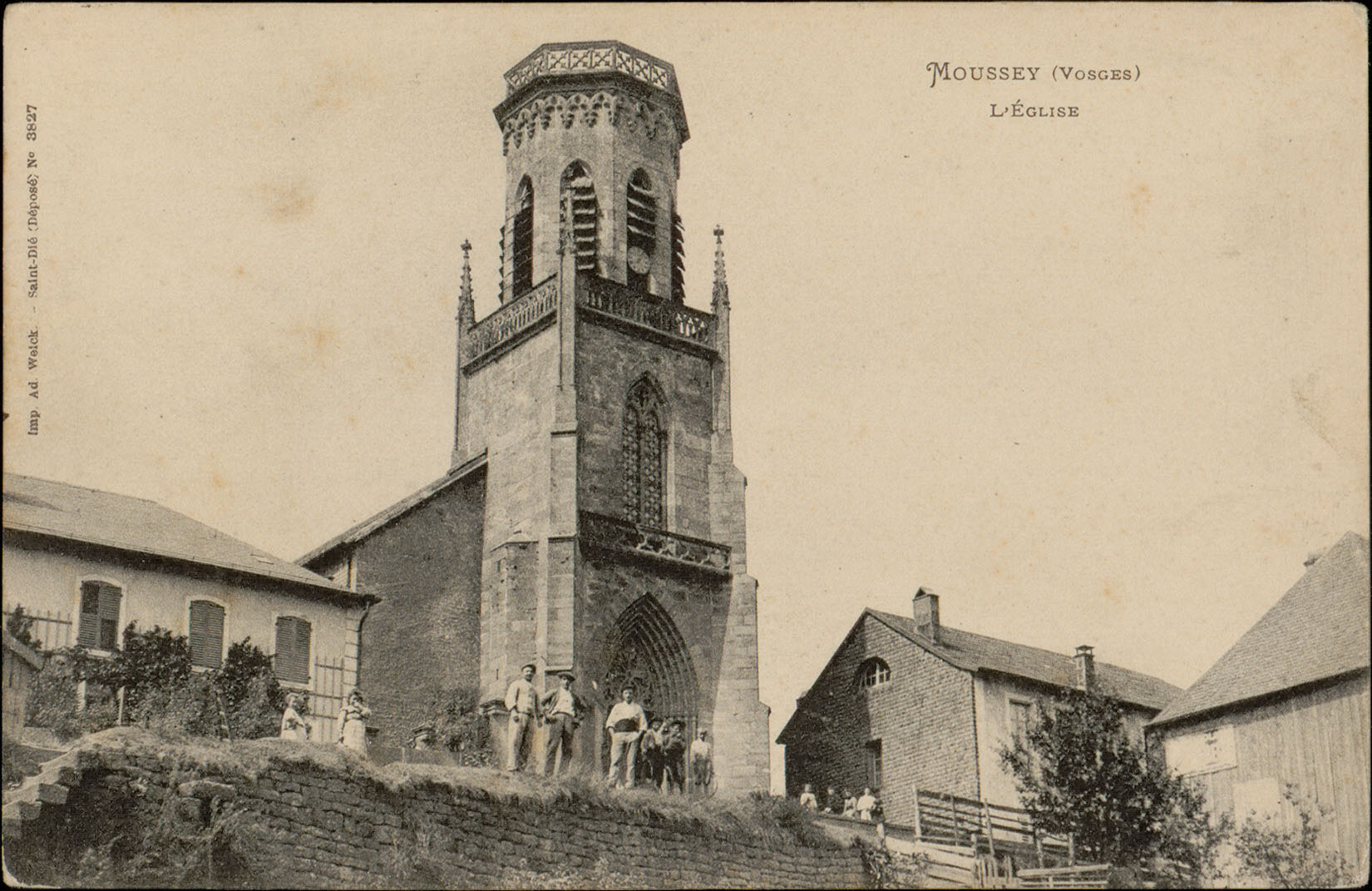
L'église.
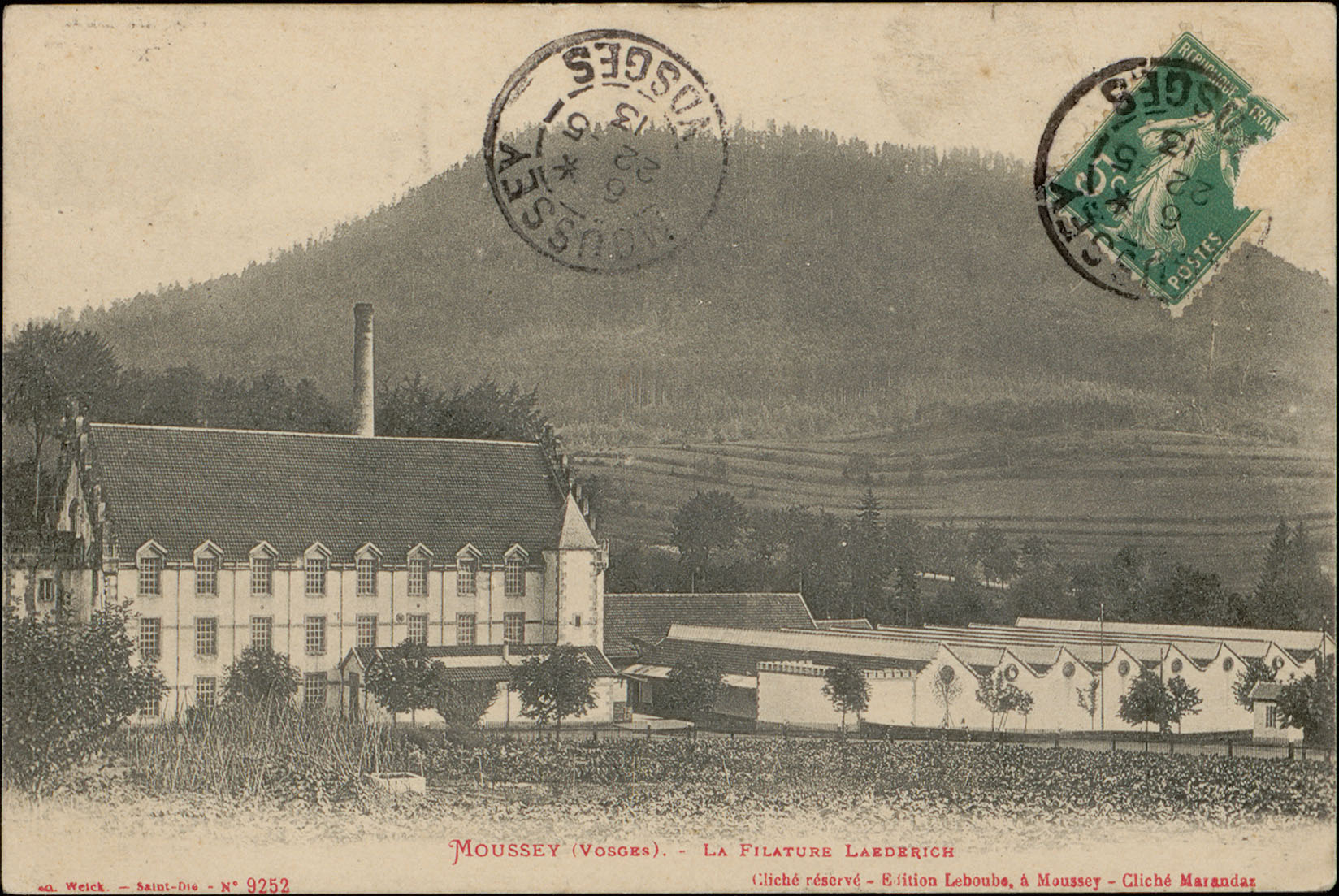
La filature Laederich.
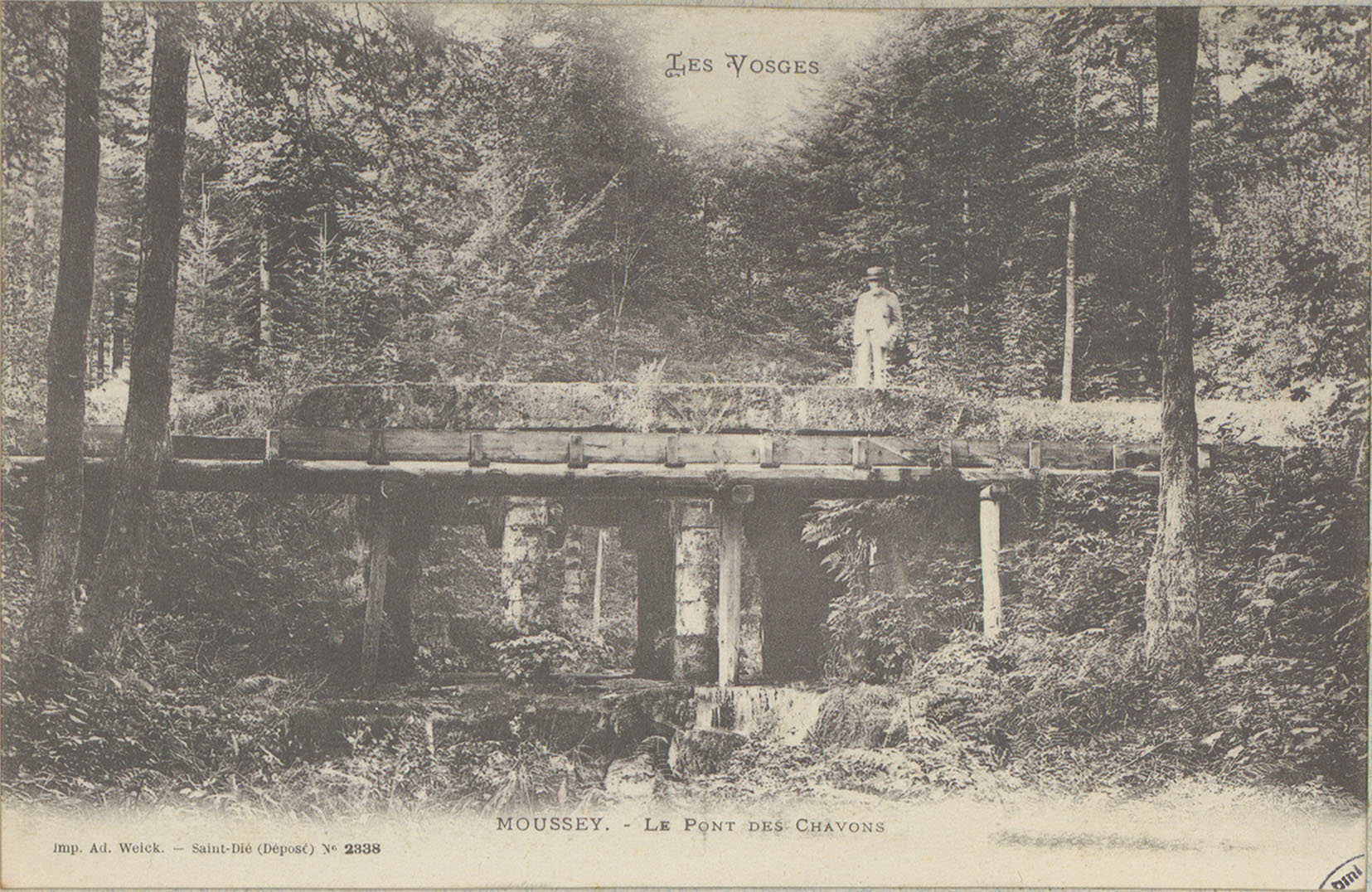
Le pont des Chavons.

## Politique et administration

### Budget et fiscalité 2022

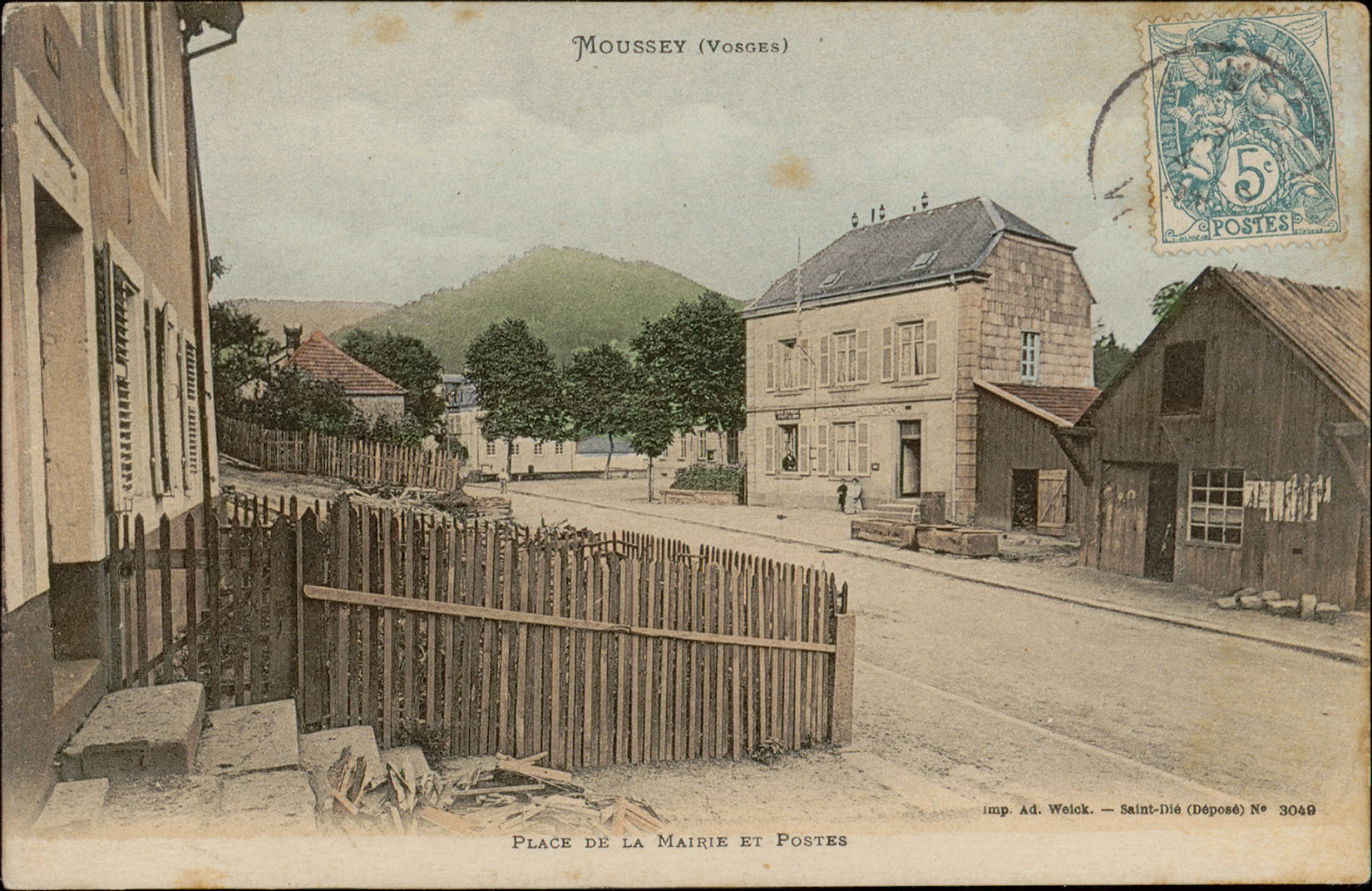
Place de la Mairie et Postes entre 1880 et 1945.

En 2022, le budget de la commune était constitué ainsi :
- total des produits de fonctionnement : 475 000 €, soit 832 € par habitant ;
- total des charges de fonctionnement : 354 000 €, soit 619 € par habitant ;
- total des ressources d'investissement : 258 000 €, soit 452 € par habitant ;
- total des emplois d'investissement : 198 000 €, soit 346 € par habitant ;
- endettement : 1 000 €, soit 3 € par habitant.

Avec les taux de fiscalité suivants :
- taxe d'habitation : 20,45 % ;
- taxe foncière sur les propriétés bâties : 38,88 % ;
- taxe foncière sur les propriétés non bâties : 29,58 % ;
- taxe additionnelle à la taxe foncière sur les propriétés non bâties : 0,00 % ;
- cotisation foncière des entreprises : 0,00 %.

Chiffres clés Revenus et pauvreté des ménages en 2021 : médiane en 2021 du revenu disponible, par unité de consommation : 19 570 €.

### Liste des maires
| Période                                  | Période            | Identité                     | Étiquette | Qualité                                                 |
| ---------------------------------------- | ------------------ | ---------------------------- | --------- | ------------------------------------------------------- |
| Les données manquantes sont à compléter. |                    |                              |           |                                                         |
| 1919                                     | 1945               | Jules Py (1883-1945)         |           | Directeur général textile, mort en déportation à Dachau |
|                                          |                    |                              |           |                                                         |
| avant 1981                               |                    | Armand Malaisé               |           | Préparateur en pharmacie                                |
| mars 1989                                | mars 2003          | Michel Lalevée               |           |                                                         |
| avril 2003                               | mars 2008          | Jacques Defrance (1941-2013) |           | Directeur d'école retraité                              |
| mars 2008                                | En cours (au 2023) | Bertrand Klein               | DVG       | Retraité de l'Éducation nationale                       |

## Population et société

### Démographie

#### Évolution démographique
L'évolution du nombre d'habitants est connue à travers les recensements de la population effectués dans la commune depuis 1793. Pour les communes de moins de 10 000 habitants, une enquête de recensement portant sur toute la population est réalisée tous les cinq ans, les populations de référence des années intermédiaires étant quant à elles estimées par interpolation ou extrapolation. Pour la commune, le premier recensement exhaustif entrant dans le cadre du nouveau dispositif a été réalisé en 2004.

En 2022, la commune comptait 549 habitants, en évolution de −13,95 % par rapport à 2016 (Vosges : −2,96 %, France hors Mayotte : +2,11 %).
| 1793 | 1800 | 1806 | 1821 | 1831 | 1836 | 1841  | 1846  | 1856  |
| ---- | ---- | ---- | ---- | ---- | ---- | ----- | ----- | ----- |
| 481  | 523  | 606  | 585  | 715  | 798  | 1 209 | 1 330 | 1 449 |

| 1861  | 1866  | 1876  | 1881  | 1886  | 1891  | 1896  | 1901  | 1906  |
| ----- | ----- | ----- | ----- | ----- | ----- | ----- | ----- | ----- |
| 1 465 | 1 400 | 1 810 | 2 053 | 2 074 | 2 024 | 2 039 | 1 968 | 1 902 |

| 1911  | 1921  | 1926  | 1931  | 1936  | 1946  | 1954  | 1962  | 1968  |
| ----- | ----- | ----- | ----- | ----- | ----- | ----- | ----- | ----- |
| 1 736 | 1 292 | 1 453 | 1 407 | 1 391 | 1 216 | 1 400 | 1 259 | 1 130 |

| 1975  | 1982 | 1990 | 1999 | 2004 | 2006 | 2009 | 2014 | 2019 |
| ----- | ---- | ---- | ---- | ---- | ---- | ---- | ---- | ---- |
| 1 079 | 912  | 794  | 749  | 737  | 744  | 678  | 643  | 566  |

| 2022 | - | - | - | - | - | - | - | - |
| ---- | - | - | - | - | - | - | - | - |
| 549  | - | - | - | - | - | - | - | - |

### Enseignement
- Établissements d'enseignements[29] :
- Écoles maternelles et primaires à Moussey, Le Saulcy, Allarmont, La Petite-Raon, Plaine, Belval, Raon-sur-Plaine.
- Collèges à Senones, La Broque, Schirmeck.
- Lycées à Schirmeck, Raon-l'Étape, Saint-Dié-des-Vosges

### Santé
Professionnels et établissements de santé :
- Médecins à La Petite-Raon, Senones, Celles-sur-Plaine, Moyenmoutier.
- Pharmacies à La Petite-Raon, Senones, Celles-sur-Plaine, Moyenmoutier.
- Hôpitaux à Senones, Badonviller, Raon-l'Étape, Rothau, La Broque, Schirmeck.

### Cultes
- Culte catholique, Paroisse Saint-Maurice-du-Rabodeau[31], Diocèse de Saint-Dié.

## Économie

### Entreprises et commerces

#### Agriculture
- Sylviculture et autres activités forestières.
- Élevage de volailles.
- Élevage d'autres animaux.

#### Tourisme
- Hébergements et restauration à Belval, Senones, Grandrupt, Denipaire, La Voivre.

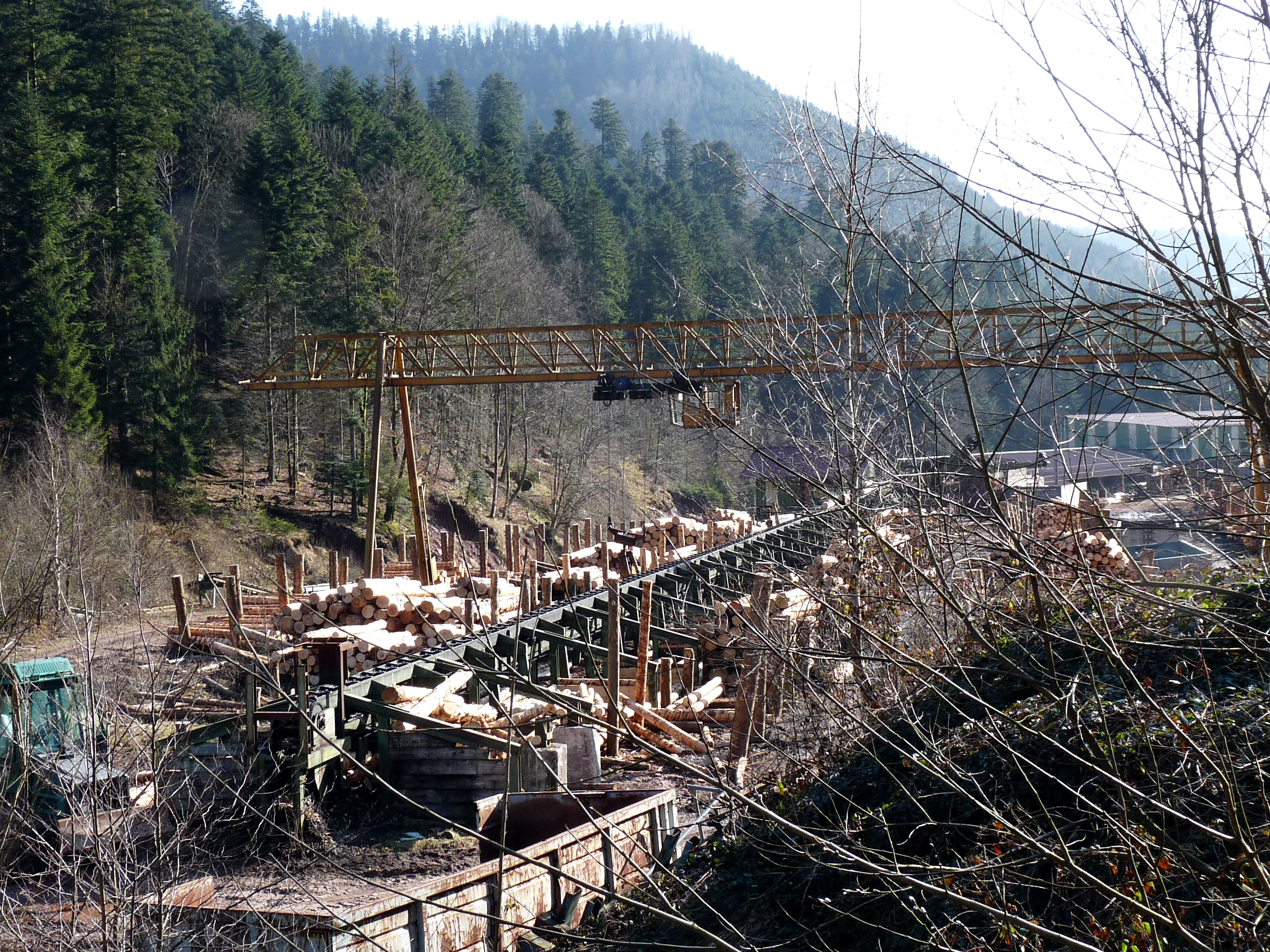
La scierie.

#### Commerces
Les ressources locales sont traditionnellement liées à l'exploitation de la forêt (sapins, épicéas, hêtres) et à l'industrie du bois (importante scierie), auxquelles se sont ajoutées la plasturgie et la métallurgie.
- Commerces et services de proximité.

## Culture locale et patrimoine

### Lieux et monuments

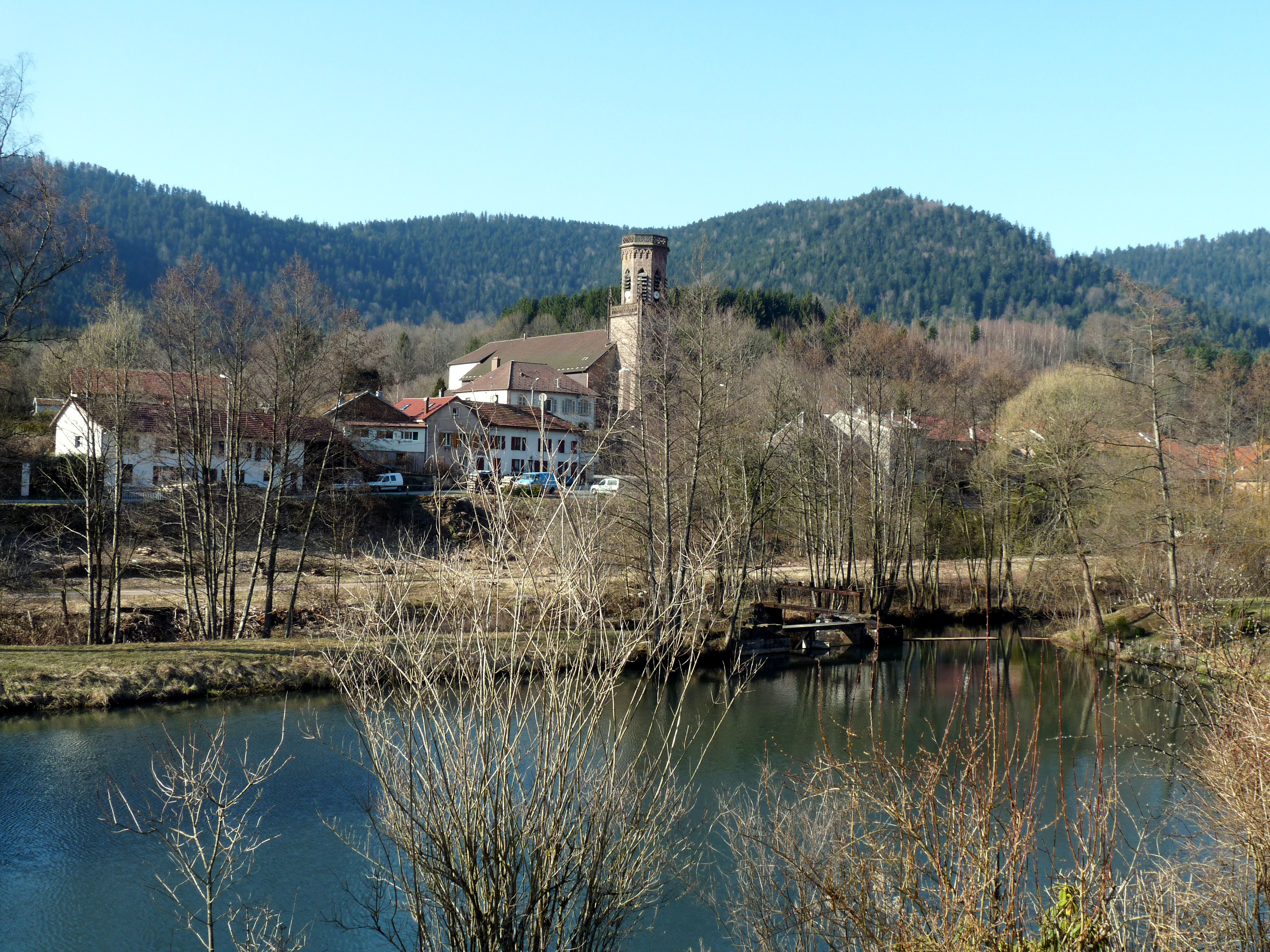
Vue sur l'église.
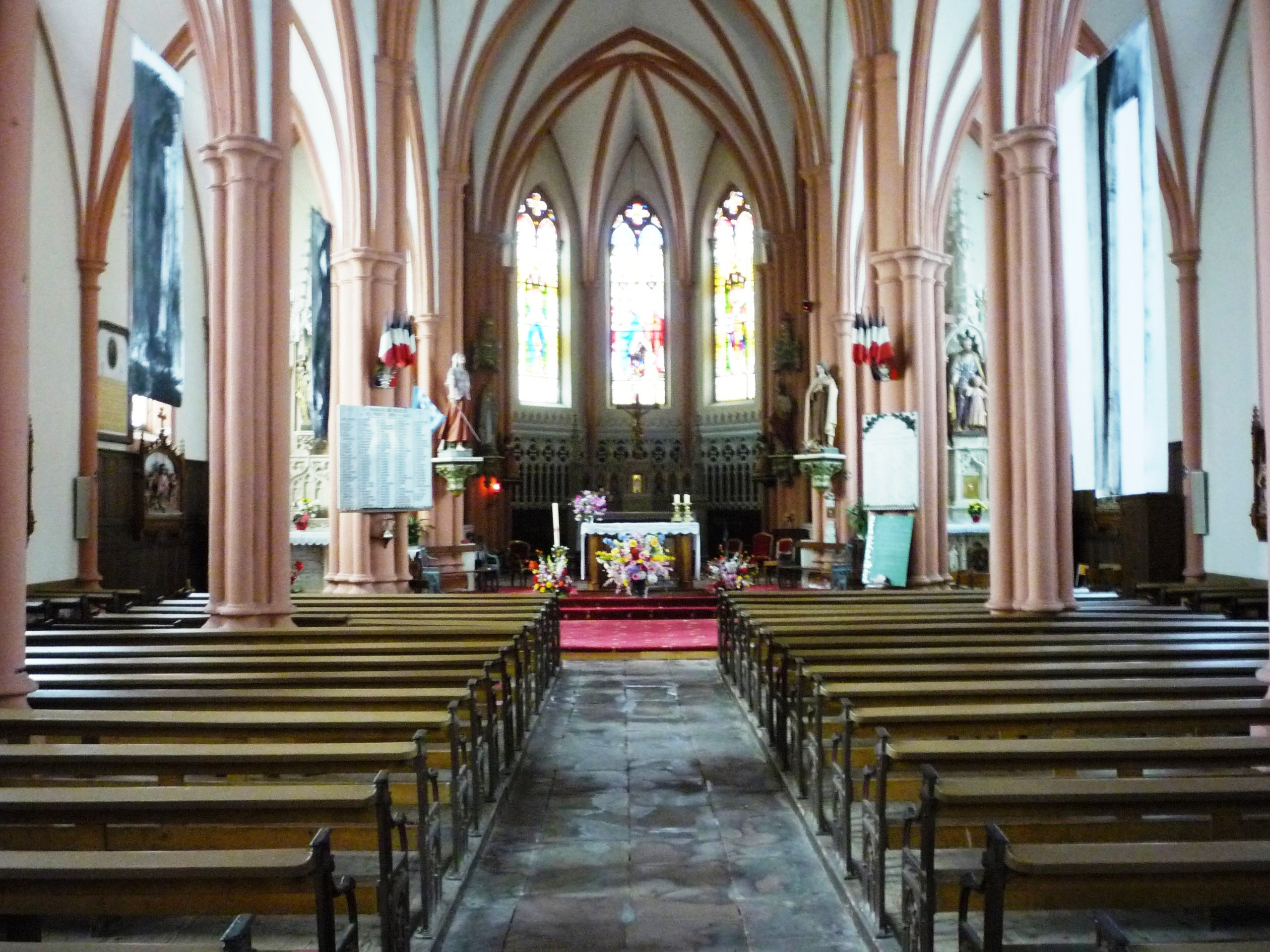
Église Saint-Valentin.
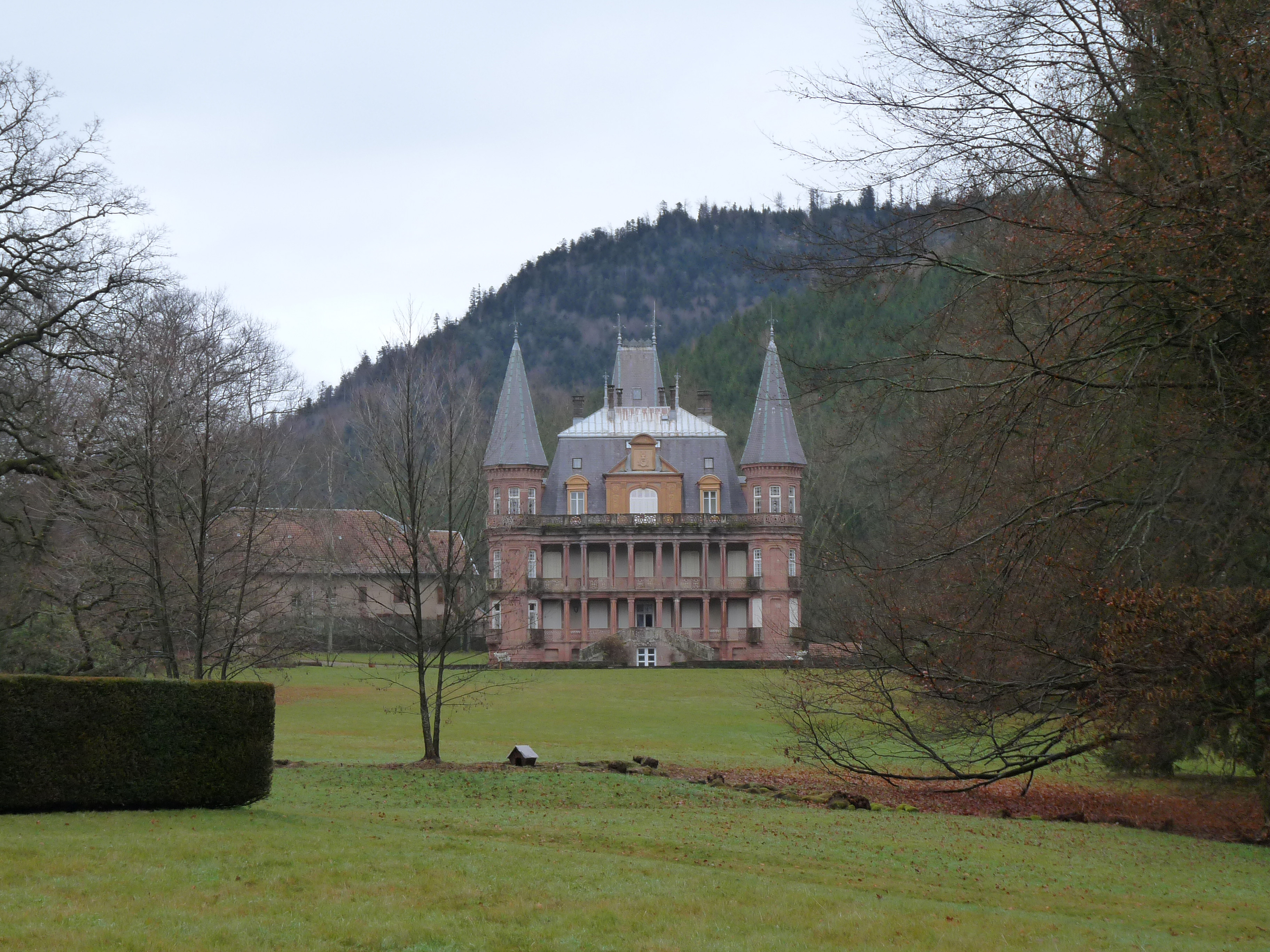
Le château de l'ancienne filature.

- Église néogothique de la Trinité, construite en 1851,

avec son orgue de 1854/1855, de Jean Nicolas Jeanpierre,,.
- Le château de l'ancienne filature, la glacière, le bassin ainsi que la bâtiment crénelé dit Atelier sont inscrits sur l'Inventaire supplémentaire des monuments historiques par arrêté du 17 mai 1988[36].

- La scierie hydraulique dite du Fossé[37].
- La ferme marcairie[38] de la Haute Loge[39].
- Monuments commémoratifs[40].

### Gastronomie
- Spécialité locale : la « vaute » est un beignet râpé de pommes de terre cuit à l’huile. Cette spécialité est à l'honneur lors de la foire annuelle du 1er mai.
- Produits du terroir : lard paysan, miel.

### Personnalités liées à la commune
- Henri Martin (? - ?) poète du pays de Salm[41].
- Eugène Charlot[42] (1802 - 1876) industriel, maire et conseiller général. Né le 7 avril 1802 à Strasbourg, il devient propriétaire en 1840 de la filature Bazin de Moussey, qu'il complète d'un nouveau tissage. Le 21 septembre 1843, il est élu maire de la commune en remplacement de Pierre Provensensal. Le curé Dette précise alors dans son « Histoire de la paroisse de Moussey » qu’Eugène Charlot allait devenir « l’homme de Moussey ». Ayant revendu ses usines en 1861, il meurt en 1876. Sous sa férule débute une période prospère pour le village. Il s’est occupé de l’entretien, de l’amélioration et  de la création de voies de communication. Il était pourtant qualifié d’économe et de libéral, libéral envers les personnes dans le besoin et envers ses amis qu’il accueillait toujours avec générosité. Il fait construire à ses frais l’église de Moussey après avoir tenté d’obtenir une aide de la préfecture. À cette époque-là, l’église du village était devenue trop petite pour accueillir les fidèles. La population est en effet passée de 700 en 1830 à près de 1500 en 1850. Cette église fut consacrée par l’évêque de Saint-Dié, Louis-Marie Caverot, le 17 août 1852.
- Georges Baptizet, (1908 - 1974) pilote et as de la Seconde Guerre mondiale, né le 10 avril 1908 à Moussey et décédé le 9 mai 1974 à Besançon[43].
- Joël Mangeat, (1947 - 2014) linguiste et botaniste célèbre dans les Comores (son nom est attaché à un cap de l'île d'Anjouan)[44]. Auteur de méthodes de "didactique des langues étrangères" pour l'enseignement du français langue étrangère. Né à Moussey le 6 août 1947.
- Marcel Herriot, (1934 - 2017) évêque émérite de Soissons et de Verdun.
- Georges Laederich, (1898 - 1969)  industriel textile.

### Héraldique, logotype et devise
| Blason de Moussey | Blason  | De gueules à deux saumons adossés d'or accompagnés de quatre croisettes du même.                                             |
| Blason de Moussey | Détails | le blason communal rappelle, par les deux saumons qu'il arbore, l'ancienne appartenance du village à la principauté de Salm. |

## Pour approfondir